# Mariana Prado
Mariana Prado Noya (La Paz, 20 de abril de 1982) es una administradora de empresas, abogada y política boliviana que ocupó el cargo de Ministra de Planificación del Desarrollo de Bolivia desde el 23 de enero de 2017 hasta el 10 de noviembre de 2019, durante el tercer gobierno de Evo Morales.

## Biografía
Prado nació el 20 de abril de 1982 en la ciudad de La Paz. Terminó sus estudios escolares en el Colegio Montesori, de la ciudad de La Paz, el año 1998. Es sobrina de Martha Noya Laguna quien fue viceministra de Asuntos de la Mujer en el año 2002 durante el segundo gobierno de Gonzalo Sánchez de Lozada.
Se graduó el año 2003 como licenciada en administración de empresas de la  Universidad Católica Boliviana San Pablo .

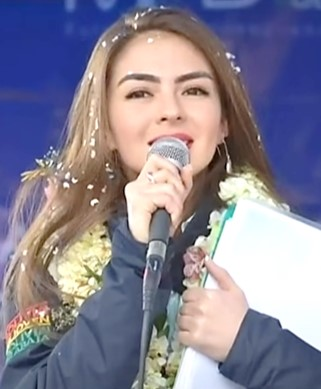
Prado en 2017.

En 2003,  obtuvo una Maestría en Gobernabilidad y Gestión Pública del Instituto de Investigación Universitaria Ortega y Gasset de la Universidad Complutense de Madrid en España. En 2005 obtuvo un diplomado en Lengua y civilización francesa de la Universidad de París IV Sorbonne.[cita requerida]

### Vida profesional
El año 2006, Prado retornó a Bolivia y empezó a trabajar como consultora en gestión constructiva de conflictos en el Ministerio de Trabajo de Bolivia en cooperación con la República Federal de Alemania. A la vez, fue también coordinadora en Bolivia de "Terre des Hommes Suisse" desde enero de 2008 hasta abril de 2009.[cita requerida]
Desde mayo de 2009, Prado fue asesora del despacho del ministerio de Obras Públicas, Servicios y Vivienda de Bolivia, cargo que ocupó hasta el mes de abril de 2012. Ocupó también el cargo de presidenta del directorio de la empresa aérea estatal Boliviana de Aviación (BOA) desde noviembre de 2010 hasta abril de 2012 y por un breve lapso de tiempo fue la asesora estadista en el área de hidrocarburos y energía en la Vicepresidencia de Bolivia desde marzo hasta octubre de 2012.[cita requerida]

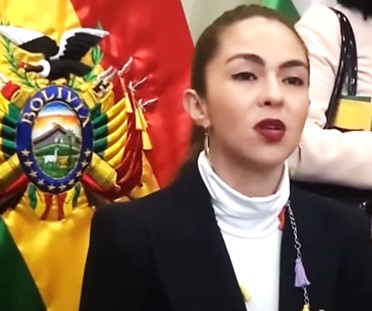
Prado en 2019.

A partir de noviembre de 2012, se desempeñó como jefa de gabinete de la Vicepresidencia de Bolivia, a cargo de Alvaro Garcia Linera, cargo que ocupó hasta octubre de 2014. [cita requerida]
Uno de los últimos puestos que ocupó antes de ser designada ministra, fue la de directora de relaciones institucionales Fondo Financiero para el Desarrollo de la Cuenca del Plata (FONPLATA) donde permaneció por algo más de dos años, desde noviembre de 2014 hasta enero de 2017, cuando renunció al puesto para asumir el alto cargo ministerial del área de planificación del desarrollo.[cita requerida]

### Ministra de Planificación del Desarrollo de Bolivia (2017-2019)

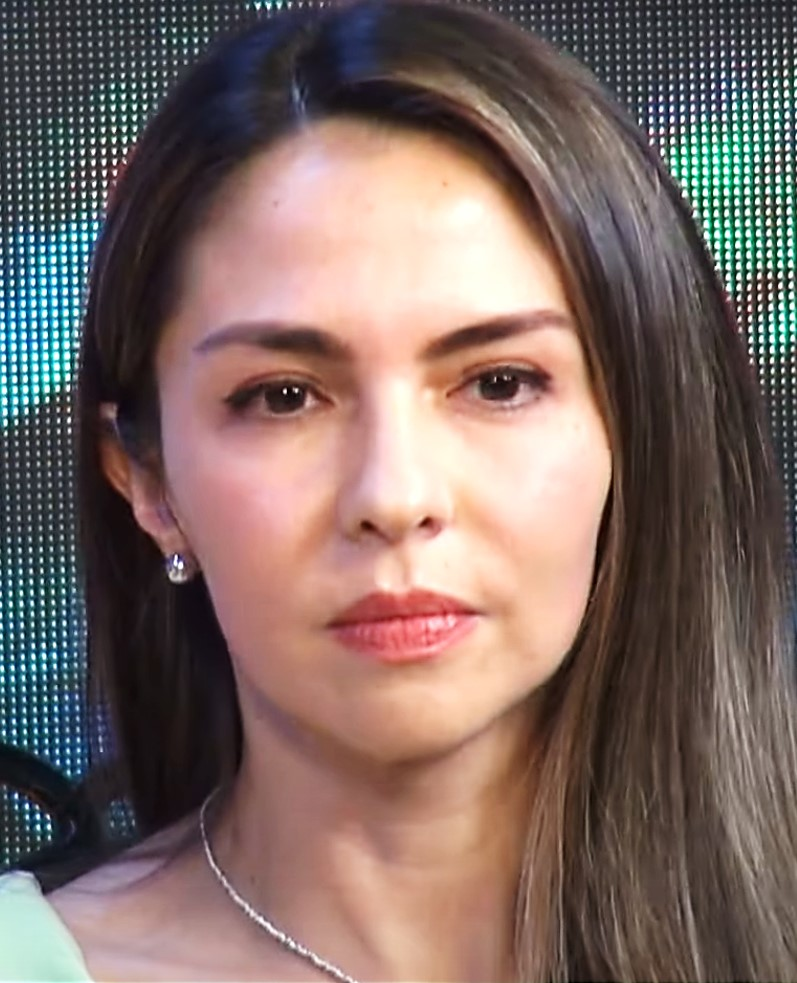
Mariana Prado a sus 43 años en julio de 2025 durante la campaña electoral en una entrevista televisiva en la ciudad de La Paz.

El 23 de enero de 2017, el Presidente de Bolivia Evo Morales Ayma la posesionó en su gabinete ministerial como ministra de planificación del desarrollo de Bolivia en reemplazo de René Gonzalo Orellana. Para el año 2017,  se constituía junto a Wilma Alanoca Mamani (1978) y Ariana Campero Nava (1986) en una las ministras más jóvenes del tercer gobierno de Morales.

### Controversia sobre USAID

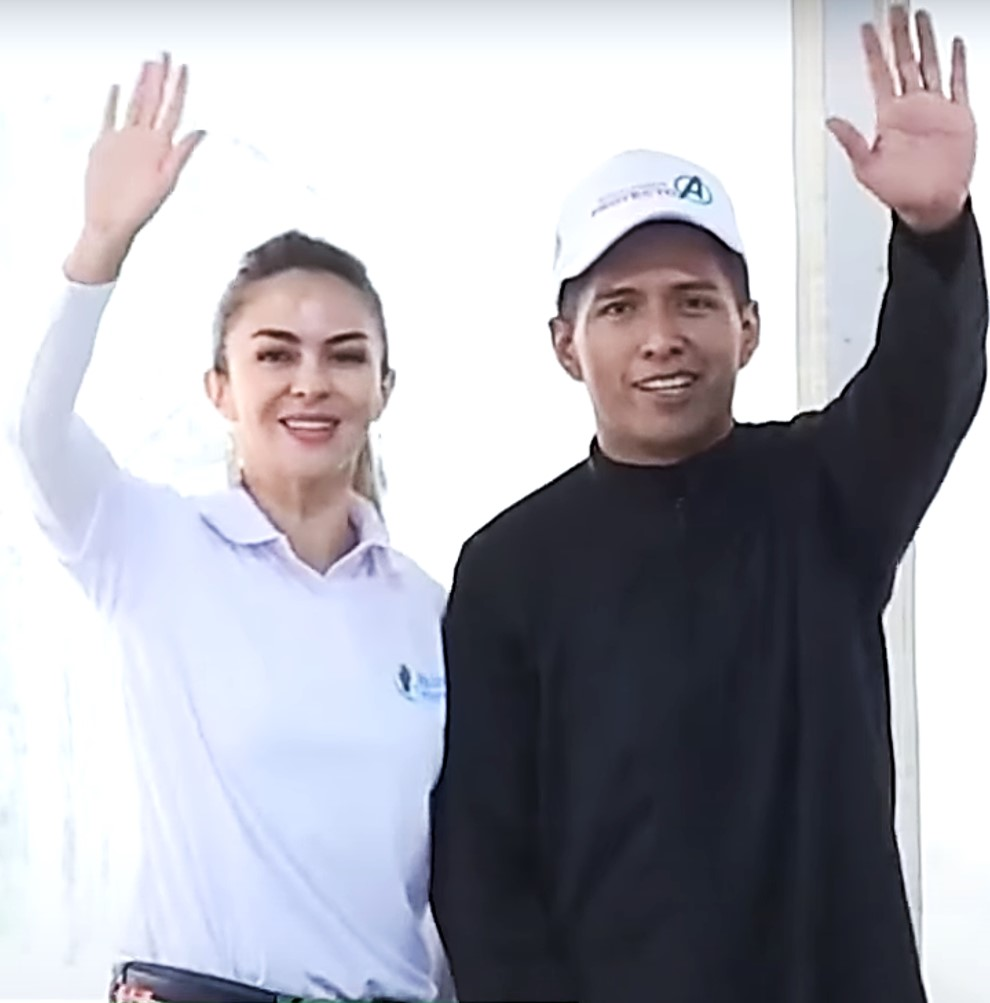
Mariana Prado al lado del Presidente de la Cámara de Senadores de Bolivia Andrónico Rodríguez en las oficinas del Tribunal Supremo Electoral (TSE) en mayo de 2025, inscribiendo juntos su candidatura a la Presidencia de Bolivia y Vicepresidencia de Bolivia en la ciudad de La Paz para participar en las elecciones generales de 2025.

El 24 de enero de 2017, un día después de haber sido posesionada como ministra, salió a la luz pública que Prado habría desempeñado labores en la institución estadounidense USAID  trabajando en proyectos de apoyo en organizaciones indígenas y gestión de conflictos. USAID había sido expulsada de Bolivia por el presidente Morales el año 2013 tras acusar a la organización de injerencia en asuntos internos políticos.
El 26 de enero de 2017, el ministerio de Planificación emitió un comunicado  a través de su página web en el que esclareció las controversias, confirmando que la ministra Prado trabajó en USAID a su retorno de Bolivia de España, pero que solo fue por 4 meses.

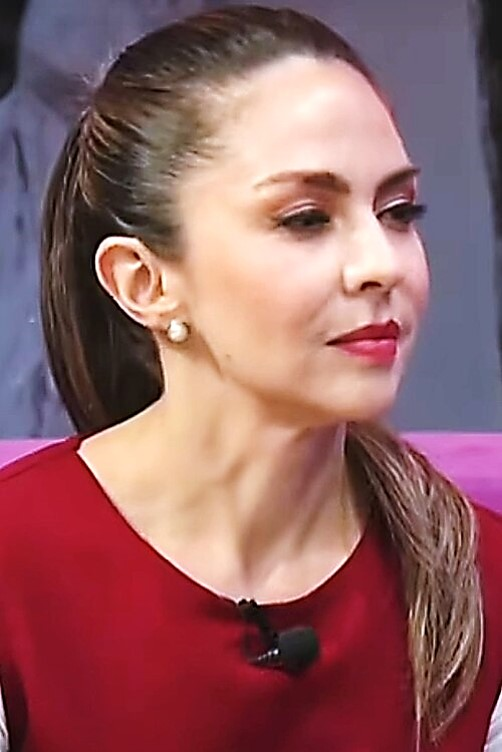
Mariana Prado Noya en julio de 2025 en otra entrevista televisiva, en calidad de candidata a la Vicepresidencia de Bolivia.

### Controversia por declaración en un juicio porfeminicidio
El 14 de junio de 2018, la ministra Prado, se presentó en el Tribunal Séptimo de Sentencia de La Paz, para declarar como testigo de la defensa en el mediático juicio de William Kushner,  acusado por el feminicidio de Andrea Aramayo. Prado, fue convocada por la defensa del acusado por haber sido novia de éste en el pasado. Después de declarar, la ministra habló con los medios de comunicación diciendo que creía vehementemente en la inocencia del acusado. Dicha declaración produjo fuertes críticas de prominentes personalidades bolivianas, como la feminista María Galindo y la cineasta Violeta Ayala.
La relación de pareja entre William Kushner (acusado de feminicidio en 2015) y Mariana Prado dataría de 15 años atrás según Prado (año 2003).

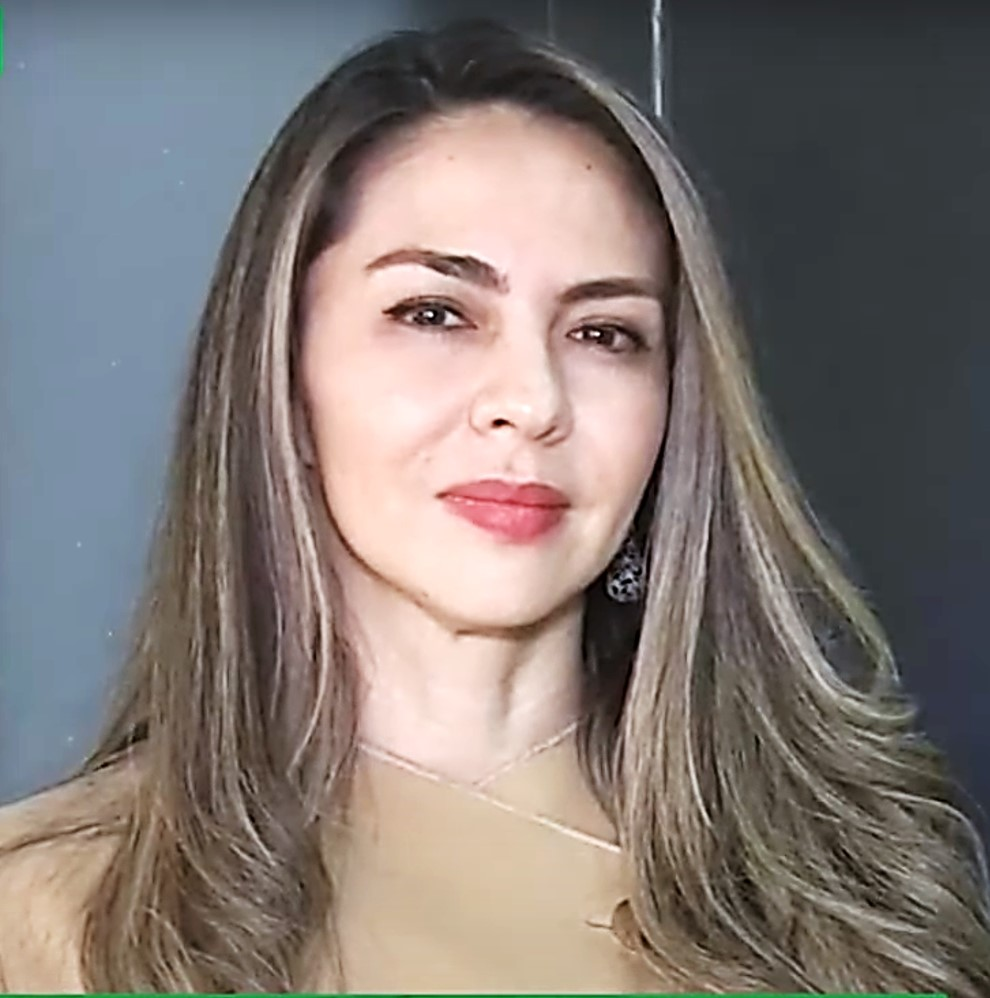
Mariana Prado Noya en una entrevista televisiva en la ciudad de La Paz en agosto de 2025.

El 10 de noviembre de 2019, Mariana Prado renunció a su cargo de ministra durante la Crisis política en Bolivia de 2019.  El 11 de noviembre, la embajada de Argentina en Bolivia confirmó que daba asilo político a la exministra Prado junto al también al exministro de gobierno Carlos Romero Bonifaz, ministros del gobierno de Evo Morales Ayma.
| Predecesor: René Gonzalo Orellana Halkyer | Ministra de Planificación del Desarrollo de Bolivia 23 de enero de 2017 - 10 de noviembre de 2019 | Sucesor: Carlos Melchor Díaz Villavicencio |